# Lingua (revue)
Lingua est une revue scientifique de linguistique formelle fondée en 1949 par deux linguistes néerlandais : Albert Willem de Groot (1892-1963) and Anton Reichling (1898-1986). Initialement publié par  North-Holland Publishing Company, la revue rejoint le groupe Elsevier dans les années 1970 lorsque ce dernier fusionne avec North-Holland.
Jusqu'en 2015, la revue est l'une des principales de sa discipline. À cette date, la revue traverse une crise majeure qui conduit à la démission de l'ensemble du comité de la rédaction en raison de l'absence d'un compromis trouvé avec l'éditeur concernant les modalités de diffusion de la revue, en particulier sur les modalités d'un accès ouvert. Les démissionnaires lancent une nouvelle revue, publiée en libre accès : Glossa.